# Premio Joseph Breitbach
El Premio Joseph Breitbach (Joseph-Breitbach-Preis) es un premio literario alemán.
Ha sido otorgado por la Academia de Ciencias y Literatura de Maguncia y la Fundación Joseph Breitbach (de Vaduz,  Liechtenstein) a un escritor de habla alemana desde 1998. El premio está dotado con € 50,000 (a partir de 2013) y puede distinguir a varios autores. 
El Premio Joseph Breitbach se remonta al escritor alemán Joseph Breitbach (1903-1980), se otorga anualmente en Coblenza, lugar de nacimiento del escritor por quien se nombra el premio, que fundó en 1977.

### Laureados
- 1998 Hans Boesch († 21.6.2003), Friedhelm Kemp und Brigitte Kronauer
- 1999 Reinhard Jirgl, Wolf Lepenies und Rainer Malkowski († 1.9.2003)
- 2000 Ilse Aichinger, W.G. Sebald († 14.12.2001), Markus Werner
- 2001 Thomas Hürlimann, Ingo Schulze, Dieter Wellershoff
- 2002 Elazar Benyoetz, Erika Burkart († 14.4.2010), Robert Menasse
- 2003 Christoph Meckel, Herta Müller, Harald Weinrich
- 2004 Raoul Schrott
- 2005 Georges-Arthur Goldschmidt
- 2006 Wulf Kirsten
- 2007 Friedrich Christian Delius
- 2008 Marcel Beyer
- 2009 Ursula Krechel
- 2010 Michael Krüger
- 2011 Hans Joachim Schädlich
- 2012 Kurt Flasch
- 2013 Jenny Erpenbeck
- 2014 Navid Kermani
- 2015 Thomas Lehr
- 2016 Reiner Stach
- 2017 Dea Loher

Desde 2004, los discursos para la ceremonia de premiación, publicados por la Academia de Ciencias y Literatura, Maguncia y la Fundación Joseph Breitbach, son editados en una serie separada.